# Claudia Provaroni
Claudia Provaroni (* 14. Mai 1998 in Rom) ist eine italienische Volleyballspielerin.

## Karriere
Provaroni begann ihre Karriere 2014 in Rom bei Volleyrò Casal de’ Pazzi in der dritten italienischen Liga (B1). Mit den italienischen Juniorinnen gewann sie 2015 die U18-Weltmeisterschaft in Peru. In der Saison 2016/17 spielte die Außenangreiferin beim Zweitligisten Fenera Chieri. Danach wechselte sie zum Ligakonkurrenten Golem Olbia. Die Saison 2018/19 begann sie bei Canovi Coperture Sassuolo. Im Januar 2019 wechselte sie jedoch innerhalb der zweiten Liga zu Cuore Di Mann Cutrofiano. Für den Verein spielte sie auch in der Saison 2019/20. 2020 wurde sie vom deutschen Bundesligisten NawaRo Straubing verpflichtet.